# Carl Edvard Ekman
Carl Edvard Ekman, född 7 mars 1826 i Göteborgs domkyrkoförsamling, död där 24 december 1903 (folkbokförd i Östra Eneby församling, Östergötlands län), var en svensk industriman.

## Biografi
Ekman var bruksägare i Finspång och politiker (liberal); ledamot av borgarståndet 1859–1860 och 1862–1863 samt av första kammaren 1867–1893, ledamot av Kungliga Lantbruksakademien 1879 samt av Kungliga Vetenskapsakademien från 1889. Carl Edvard Ekman, som tillhörde släkten Ekman från Göteborg, var bara 23 år då han tillträdde som förvaltare av Finspångs bruk, men mycket driven tekniker och organisatör som förstod vad som förväntades av honom.
Det dröjde inte länge innan han övertog andelar i bruket och efter åtta år stod han som ensamägare. Rörelsen var när han tillträdde delvis förfallen, men han började omedelbart en stor omorganisation och modernisering. På mindre än tjugo år tiodubblades tillverkningen och nya produkter och ny teknik introducerades. Sveriges första valsverk för tillverkning av stångjärn startades och en ny stor produkt blev järnvägsräls. Kanoner var fortfarande den största produkten och 1879 slogs exportrekord med inte mindre än 2 720 ton sålda kanoner.
Carl Ekman var en av de sista stora brukspatronerna. Liksom sina föregångare de Geerarna ordnade han sociala inrättningar för sina anställda. renoverades enligt nya moderna principer och han donerade pengar till en skola, som uppkallades efter honom. Han såg även till att det inrättades sjukhus och ett ålderdomshem.
Ekman anlitade en av den svenska folkskolans pionjärgestalter, Anders Berg, som, tillsammans med sin son Fridtjuv Berg, här utvecklade de första impulserna till det sena 1800-talets skola. Fridtjuv Berg blev med tiden ecklesiastikminister och lade i den rollen grundstenen till den svenska skolan så som den utvecklades under hans nära framtid.
Han blev änkling den 28 april 1895.

## Utmärkelser
År 1861 blev Ekman riddare av Nordstjärneorden och den 1 december 1880 kommendör med stora korset av Vasaorden. Han var kommendör i Österrikiska Franz Josephsorden med kraschan, officer av Italienska S:t Mauritius- och Lazarusorden, riddare av Ryska Sankt Anna-orden av tredje klassen, riddare av Franska Hederslegionsorden och riddare av Danska Dannebrogsorden.